# Československá hokejová liga 1953/1954
11. ročník československé hokejové ligy 1953/54 se hrál pod názvem Mistrovství republiky.

## Herní systém
18 účastníků hrálo ve třech skupinách po 6, hrálo se dvoukolově systémem každý s každým. První dvě mužstva z každé skupiny postoupila do finále, které se hrálo jednokolově systémem každý s každým. Vzhledem k plánovanému snížení počtu účastníků na 16 hrály poslední týmy jednotlivých skupin skupinu o udržení, ze které poslední dva týmy sestoupily a její vítěz hrál baráž o nejvyšší soutěž proti vítězi finálové skupiny druhé nejvyšší soutěže.

## Kompletní pořadí

### Skupina A
| Poř. | Tým                        | Zápasy | Výhry | Remízy | Porážky | Skóre | Body |
| ---- | -------------------------- | ------ | ----- | ------ | ------- | ----- | ---- |
| 1.   | TJ Spartak Praha Sokolovo  | 10     | 9     | 1      | 0       | 67:21 | 19   |
| 2.   | Křídla vlasti Olomouc      | 10     | 5     | 2      | 3       | 53:29 | 12   |
| 3.   | ZJS Zbrojovka Spartak Brno | 10     | 5     | 2      | 3       | 37:38 | 12   |
| 4.   | TJ Baník Chomutov ZJF      | 10     | 4     | 1      | 5       | 42:36 | 9    |
| 5.   | Tankista Praha             | 10     | 3     | 2      | 5       | 39:49 | 8    |
| 6.   | Slovan ÚNV Bratislava      | 10     | 0     | 0      | 10      | 31:96 | 0    |

### Skupina B
| Poř. | Tým                      | Zápasy | Výhry | Remízy | Porážky | Skóre | Body |
| ---- | ------------------------ | ------ | ----- | ------ | ------- | ----- | ---- |
| 1.   | Rudá hvězda Brno         | 10     | 8     | 0      | 2       | 66:32 | 16   |
| 2.   | TJ Baník VŽKG            | 10     | 6     | 0      | 4       | 37:41 | 12   |
| 3.   | TJ Spartak Tatra Smíchov | 10     | 4     | 1      | 5       | 32:45 | 9    |
| 4.   | TJ Dynamo Karlovy Vary   | 10     | 3     | 2      | 5       | 47:51 | 8    |
| 5.   | Spartak Plzeň LZ         | 10     | 3     | 2      | 5       | 49:55 | 8    |
| 6.   | TJ Dynamo Pardubice      | 10     | 2     | 3      | 5       | 39:46 | 7    |

### Skupina C
| Poř. | Tým                         | Zápasy | Výhry | Remízy | Porážky | Skóre | Body |
| ---- | --------------------------- | ------ | ----- | ------ | ------- | ----- | ---- |
| 1.   | ÚDA Praha                   | 10     | 9     | 0      | 1       | 52:29 | 18   |
| 2.   | DSO Slavoj České Budějovice | 10     | 6     | 1      | 3       | 73:37 | 13   |
| 3.   | TJ Spartak Královo Pole     | 10     | 5     | 1      | 4       | 39:37 | 11   |
| 4.   | Baník OKD Ostrava           | 10     | 4     | 1      | 5       | 59:51 | 9    |
| 5.   | TJ Spartak Motorlet Praha   | 10     | 3     | 1      | 6       | 32:47 | 7    |
| 6.   | TJ Tatran Poprad            | 10     | 1     | 0      | 9       | 32:86 | 2    |

## Finále
| Poř. | Tým                         | Zápasy | Výhry | Remízy | Porážky | Skóre | Body |
| ---- | --------------------------- | ------ | ----- | ------ | ------- | ----- | ---- |
| 1.   | TJ Spartak Praha Sokolovo   | 5      | 4     | 1      | 0       | 32:10 | 9    |
| 2.   | Rudá hvězda Brno            | 5      | 4     | 1      | 0       | 21:10 | 9    |
| 3.   | Křídla vlasti Olomouc       | 5      | 2     | 1      | 2       | 23:26 | 5    |
| 4.   | TJ Baník VŽKG               | 5      | 2     | 0      | 3       | 13:17 | 4    |
| 5.   | ÚDA Praha                   | 5      | 1     | 0      | 4       | 12:27 | 2    |
| 6.   | DSO Slavoj České Budějovice | 5      | 0     | 1      | 4       | 18:29 | 1    |

## Nejlepší střelci
- Vladimír Zábrodský (TJ Spartak Praha Sokolovo) - 30 gólů
- Vlastimil Bubník (Rudá hvězda Brno) - 24 gólů
- Bronislav Danda (Rudá hvězda Brno) - 23 gólů
- Vlastimil Hajšman (DSO Slavoj České Budějovice) - 20 gólů
- Jiří Pleticha (ÚDA Praha) - 17 gólů
- Miloslav Vinš (Spartak Plzeň LZ) - 17 gólů

## Soupisky mužstev

### Rudá hvězda Brno
Jiří Kolouch (14/2,86/-/-),
Zdeněk Trávníček (3/1,67/-/-) –
Zdeněk Chocholatý (15/0/0/8),
Ladislav Olejník (15/2/2/10),
Bohuslav Sláma (15/0/0/8),
Stanislav Sventek (14/0/0/14) –
Slavomír Bartoň (8/13/4/6),
Vlastimil Bubník (15/24/9/4),
Bronislav Danda (15/22/13/2),
Zdeněk Kopsa (2/0/0/0),
Čeněk Liška (14/2/2/4),
Arnošt Machovský (2/0/0/0),
Zdeněk Návrat (15/2/2/6),
Bohumil Prošek (15/7/5/6),
František Vaněk (2/0/0/0),
Jiří Zamastil (15/13/7/2) –
hrající trenéři Vlastimil Bubník a Bronislav Danda, kouč Václav Řezáč

## O udržení
| Poř. | Tým                   | Zápasy | Výhry | Remízy | Porážky | Skóre | Body |
| ---- | --------------------- | ------ | ----- | ------ | ------- | ----- | ---- |
| 1.   | TJ Dynamo Pardubice   | 4      | 3     | 0      | 1       | 24:7  | 6    |
| 2.   | TJ Tatran Poprad      | 4      | 2     | 0      | 2       | 11:22 | 4    |
| 3.   | Slovan ÚNV Bratislava | 4      | 1     | 0      | 3       | 13:19 | 2    |

### Baráž proti vítězi finálové skupiny druhé nejvyšší soutěže
- TJ Dynamo Pardubice - DSO Spartak Mladá Boleslav AZNP 6:4, 6:4

## Zajímavosti
- Finálová skupina se hrála v Brně a v Praze.
- Pro příští ročník se připravovala další reorganizace ligy, proto nakonec sestupovala jen dvě mužstva umístěná na 6. místech v základních skupinách. Rozhodl dodatečný turnaj, ve kterém zvítězilo TJ Dynamo Pardubice se 6 body, sestoupily TJ Tatran Poprad (4 body) a Slovan ÚNV Bratislava (2 body).
- Nováček soutěže Rudá hvězda Brno měl do posledního kola šanci na zisk mistrovského titulu. Spartaku Praha Sokolovo však k celkovému prvenství při lepším rozdílu branek (32:10 oproti 21:10) stačila remíza 1:1 ze vzájemného zápasu.